# Novoaltajsk
Novoaltajsk (in russo Новоалтайск?) è una città della Russia di circa 70.000 abitanti, situata sulla riva destra del fiume Ob', nel Kraj di Altaj.
La città è situata a 12 chilometri da Barnaul, che sorge sull'altra riva del fiume. È attraversata dal fiume Česnokovka, affluente destro dell'Ob'. Fondata nel XVII secolo, ha ottenuto lo status di città nel 1942; è il capoluogo del rajon Pervomajskij.